# Bekken van Bergen
Het Bekken van Bergen (of Mons) is een sedimentair bekken in de Belgische provincie Henegouwen, genoemd naar de stad Bergen. Het is ongeveer 40 km lang en 15 km breed en bevindt zich tussen het noordoostelijke deel van het Bekken van Parijs, het zuidelijke deel van het Londen-Brabantmassief en het noordelijke deel van het Ardennenmassief.

## Paleozoïcum
De oudste gesteenten van Henegouwen bevinden zich in het noorden van deze provincie. Ze maken deel uit van het Siluur van de Caledonische sokkel van Brabant. Het zijn kwartshoudende gesteenten. De Caledonische sokkel wordt discordant bedekt door gecarboniseerde en klastische gesteenten uit het Devoon en uit het Carboon van het synclinorium van Namen. Deze gesteenten vormen de Paleozoïsche sokkel en werden door de Hercynische gebergtevorming tektonisch beïnvloed. Deze complexe tektonische beïnvloeding verliep onder meer van het zuiden naar het noorden op het synclinorium van Namen en het synclinorium van Dinant, waardoor oudere gesteentepakketten over jongere geschoven werden. Dit resulteerde in een grote breuk (la Faille du Midi). De gesteenten van het synclinorium van Dinant zijn zichtbaar ten zuiden van het Bekken van Bergen. Het Bekken van Bergen is een synclinorium dat in de Paleozoïsche sokkel verankerd is. De structuur van de Paleozoïsche sokkel wordt beschreven in de rapporten over de diepboring van Saint-Ghislain.
Het Devoon heeft aan de noordelijke rand van het Bekken van Bergen een hellingshoek van ongeveer 15 graden naar het zuiden. Op de Devonische lagen bevinden zich de kolenkalk- en steenkoolformaties uit het Carboon. Deze formaties bevinden zich voornamelijk in de diepere ondergrond en vertonen een golvend patroon doorheen het Bekken van Bergen. Het Namurien (Onder-Carboon) bevat kalksteen en fijnkorrelige zandsteen dat uit een conglomeraat van kwarts en ijzeroxide bestaat. De kalksteen van het Namurien is gedeeltelijk gedolomitiseerd en bevat lagen anhydriet. Op het Namurien volgen de afzettingen van het Westfalien (Boven-Carboon) de periode van de reusachtige steenkoolwouden, bestaande uit schalie, zandsteen en een kleine 300 steenkoollagen. Uitzonderlijk komt een koollaag weleens aan de oppervlakte. De diepte waarin de koollagen aangetroffen worden, varieert tussen een paar tientallen meter tot zo'n 350 meter. Het Bekken van Bergen bevat een aantal steenkoollagen die deel uitmaken van de Borinagestreek, die zelf weer deel uitmaakt van de oude mijngordel die zich van Bernissart over Mons en La Louvière langs de Samber en Maas uitstrekt tot in Luik. In het westen is het Bekken van Bergen verbonden met het Bekken van Parijs, maar de sedimentaire gesteenten van de bekkens zijn beduidend verschillend.

## Mesozoïcum
Vanaf het begin van het Krijt traden er verschillende perioden op met mariene sedimentatie. De continentale sedimenten en de sedimenten van riviervlaktes van de Wealden-facies, bestaande uit ligniet, klei en zanden, behoren tot het Valanginien, Hauterivien en Midden-Barremien. Ze bedekken discordant de Paleozoïsche sokkel. Vanaf het Albien, maar vooral tijdens het Cenomanien en het Turonien, vonden er verschillende transgressies plaats die gecarboniseerde sedimenten aanvoerden. Tijdens het Boven-Krijt werden dikke lagen krijtgesteente afgezet. Deze afzettingsfase eindigde tijdens het Danien (Onder-Paleoceen).

### De Wealden-groep in het Bekken van Bergen
De Formatie van Sainte-Barbe, waarin de iguanodonbeenderlagen gevonden werden, dagzoomt zo'n vijftien kilometer ten westen van Mons. De ouderdom van de beenderlagen werd door middel van palynologische en geochemische gegevens bepaald op Bovenste-Barremien tot Onderste-Aptien(Vroeg-Krijt), ongeveer 126 tot 125 miljoen jaar oud. Ze liggen op een breccie uit het Westfalien daterend uit het veel oudere Laat-Carboon. De Formatie van Sainte-Barbe vormt samen met de Formatie van Baudour en met de Formatie van Hautrage het continentale deel van de Wealdengroep in het westelijke deel van het Bekken van Bergen. Het voornaamste deel van de Wealdengroep bevindt zich in het zuidoosten van Engeland. Deze stratigrafische groep werd genoemd naar de "Wealden", een heuvelachtige streek in Zuidoost-Engeland. De Wealdengroep  bestaat uit een afwisseling van continentaal tot ondiep marien sedimentair gesteente met een ouderdom die loopt van het Valanginien tot het Barremien, ongeveer 139,8 tot 125,0 miljoen jaar. In het Bekken van Bergen bevinden zich naast de steenkoollagen voornamelijk afzettingslagen uit het Krijt en uit het Tertiair. Deze sedimenten werden aangevoerd door de toen aangrenzende Tethyszee. Zij zijn vooral uit lagen ligniet, lagen witte, grijze, zwarte en rode klei en uit zandlagen samengesteld, en werden waarschijnlijk in kleine moeraspoelen en riviertjes afgezet. De sedimentgesteenten van het "Wealdiaan" van België bestaan verder nog uit grind en conglomeraten afkomstig van Paleozoïsche gesteenten, witte zanden, witte zandsteen, ijzerhoudend of bruinkoolhoudend zand en limoniet. De iguanodons werden ontdekt in de grijze kleilagen van Bernissart die zich ten gevolge van een bijzonder geologisch mechanisme, namelijk karsterosie, tussen de steenkoollagen bevinden. Bij karsterosie ontstaan door de oplossende werking van water grote onderaardse holten in lagen kalksteen. Verticaal boven elkaar geplaatste holten kunnen verbonden raken en een "karstpijp" vormen die uiteindelijk het oppervlak kan bereiken. Fossielhoudende lagen klei kunnen in de pijp zakken.
| Stratigrafische situering van de Formatie van Sainte-Barbe in het Barremien-Turonien interval van het Bekken van Bergen | Stratigrafische situering van de Formatie van Sainte-Barbe in het Barremien-Turonien interval van het Bekken van Bergen | Stratigrafische situering van de Formatie van Sainte-Barbe in het Barremien-Turonien interval van het Bekken van Bergen | Stratigrafische situering van de Formatie van Sainte-Barbe in het Barremien-Turonien interval van het Bekken van Bergen | Stratigrafische situering van de Formatie van Sainte-Barbe in het Barremien-Turonien interval van het Bekken van Bergen | Stratigrafische situering van de Formatie van Sainte-Barbe in het Barremien-Turonien interval van het Bekken van Bergen | Stratigrafische situering van de Formatie van Sainte-Barbe in het Barremien-Turonien interval van het Bekken van Bergen |
| Turonien-Cenomanien | Turonien-Cenomanien | Turonien-Cenomanien | Turonien-Cenomanien | Turonien-Cenomanien | Turonien-Cenomanien | Turonien-Cenomanien |
| Formatie | Lithologische samenstelling | Stratigrafische situering van de type-localiteit                                                                        | Geografische situering van de type-localiteit                                                                           | | | |
| --- | --- | --- | --- | --- | --- | --- |
| Formatie van Thivencelle                                                                                                | basisconglomeraat, kleiige glauconiethoudende mergels | Vroeg-Turonien tot Laat-Cenomanien                                                                                      | 22 km ten westen van Mons                                                                                               | | | |
| Formatie van Bernissart                                                                                                 | organoklastische kalksteen, chert, mergel | Vroeg tot Midden-Cenomanien                                                                                             | omgeving van Mons | | | |
| Mariene afzettingen van de Hainaut Groep                                                                                | | | | | | |
| Formatie van Bracquegnies                                                                                               | zandige glauconiethoudende mergels, conglomeraten, verschillende soorten zandsteen, zanden, soms lagen met sponsen | laatste Laat-Albiaan | 16 km ten oostnoordoosten van Mons                                                                                      | | | |
| Formatie van Catillon                                                                                                   | sterk glauconiethoudende zanden, mergels, sponsen | Laat-Albiaan | 19 km ten westen van Mons                                                                                               | | | |
| Formatie van Harchies                                                                                                   | basisgrind, zanden, verschillende soorten zandsteen, groene conglomeraten | Laat-Albiaan | 18 km ten westen van Mons                                                                                               | | | |
| Formatie van Pommeroeul                                                                                                 | conglomeraten samengesteld uit keien en groene zanden | Midden-Albiaan | 18 km ten westen van Mons                                                                                               | | | |
| Continentale afzettingen van de Hainaut Groep                                                                           | | | | | | |
| Formatie van Saint-Pierre                                                                                               | zand, grind, keien, conglomeraten met siltlaagjes | Midden-Aptien | 8 km ten noorden van Neufchâteau                                                                                        | | | |
| Formatie van Baudour | siltige kleien | Midden-Aptien | 10 km ten westnoordwesten van Mons                                                                                      | | | |
| Sainte-Barbe Klei Formatie                                                                                              | gelaagde, donkere, pyriethoudende kleisteen met millimeter dikke bruine en witte, siltige horizonten. De formatie bevat onder meer ca. 40 skeletten van Iguanodon bernissartensis Boulenger (1881) in de doline Cran aux Iguanodons. | Bovenste-Barremien tot Onderste-Aptien                                                                                  | 15 km ten westen van Mons                                                                                               | | | |
| Formatie van Hautrage                                                                                                   | zandige en siltige kleien, zandlaagjes | Onder-Barremien | 15 km ten westnoordwesten van Mons                                                                                      | | | |

## Tertiair en Quartair; Geomorfologie
In het Thanetiaan en Ypresiaan vond een nieuwe transgressie plaats die zanden en kleien afzette. In het kwartair ten slotte werd periglaciaal löss en grind afgezet.
Het Bekken van Bergen is een synclinorium; als gevolg hiervan hellen de Tertiaire en Mesozoïsche afzettingen naar de as van het bekken toe. Deze lagen dagzomen als min of meer versneden cuestaruggen; de cuestafronten zijn van de vallei weggekeerd: de cuesta van Harmignies gevormd in het Laat-Krijt (op de zuidelijke kant van het Bekken van Mons), de cuesta van Saint-Denis in de noordelijke rand. Deze synclinale aard wordt bevestigd door de hooggezeten syncline van de Mont Panisel (vlak bij Mons op een hoogte tussen 85 en 105 m) die zich in de as van het bekken bevindt. Deze en andere heuvels in de buurt van Bergen zijn symmetrisch en getooid met zand en verharde zandsteen van het Paniseliaan; ze worden onderscheiden van de heuvels met asymmetrische hellingen aan de zijkanten van het bekken.

## Karst-erosie in het Bekken van Bergen

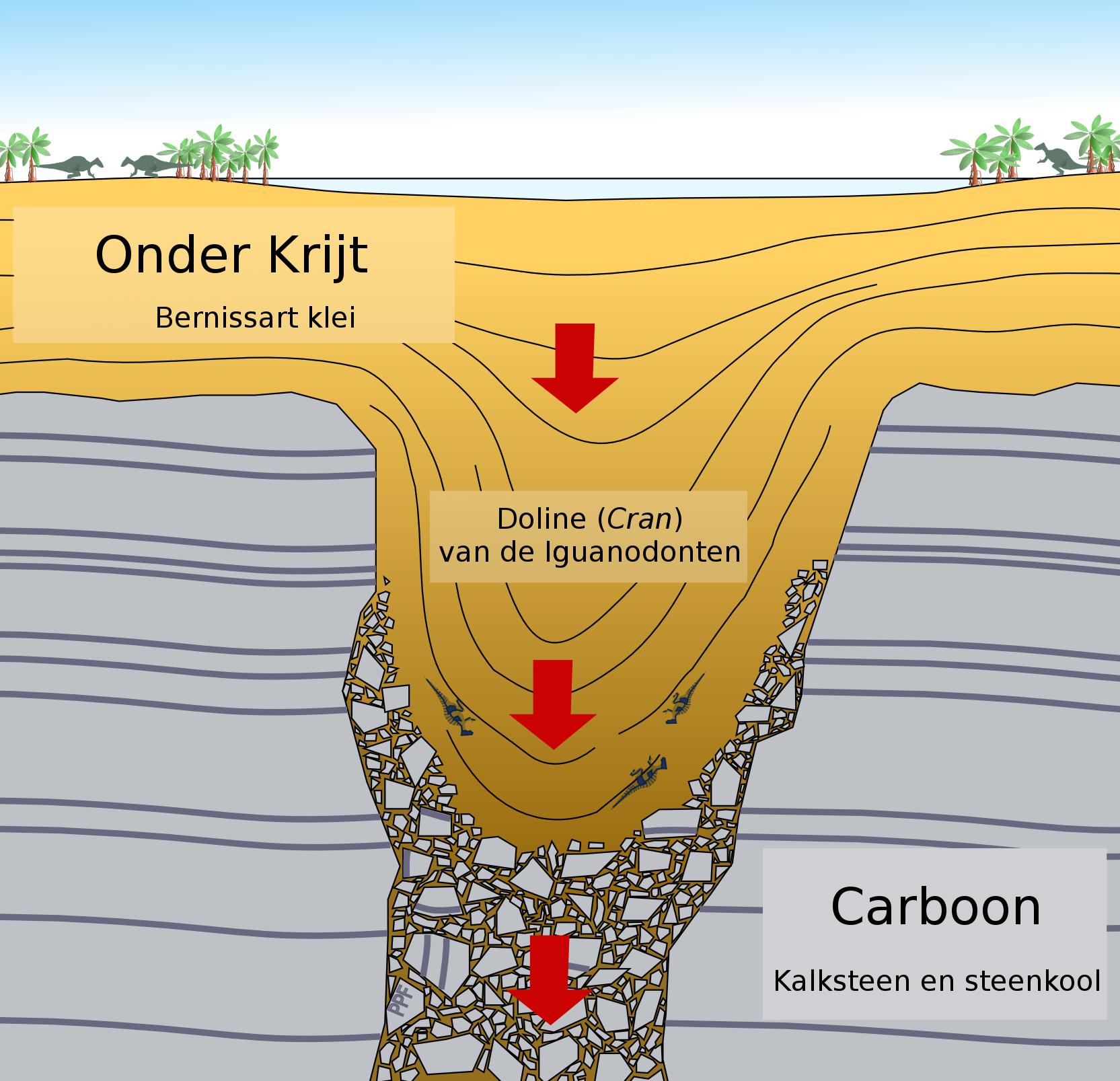
Doline van Bernissart

Door een bijzonder geologisch mechanisme (karst-erosie) werden in het Bekken van Bergen 117 natuurlijke putten gevormd. Deze natuurlijke putten begonnen als diepliggende verticale reeksen, van elkaar gescheiden uithollingen die langzaam  evolueerden naar aaneengesloten verticale of schuine geologische structuren die in hun verloop verschillende hellingshoeken kunnen hebben. Deze structuren zijn onregelmatige cilindervormige "schoorstenen" of schachten met een cirkelvormige of ellipsvormige doorsnede: karstpijpen. Ze kunnen een diameter van meerdere tientallen meter bereiken en een diepte van meerdere honderden meter.
In de streek van Bernissart is zulke karstpijp bekend onder de naam cran (ook nog faille circulaire). De crans werden gevormd door de oplossing van diepliggende, poreuze kalksteen uit het Dinantien (Onder-Carboon) door water dat koolzuur bevat. Zo ontstonden er ondergronds grotten waarvan het gewelf in de loop van de geologische tijd instortte. In vele gevallen herhaalde dit geologische proces zich totdat de cran contact maakte met de oppervlakte. De karstpijp wordt dan een doline of zinkgat dat dus van onder naar boven gevormd werd. Dit wordt bewezen door crans die naar boven toe doodlopen en de oppervlakte dus niet bereikt hebben. Zulke crans noemt men puits aveugles  ("blinde putten"). Puits aveugles komen voor in de kolenmijn Sacré-Madame te Dampremy en in de kolenmijn van Courcelles, beide in de Belgische provincie Henegouwen. De grootste bekende doline ter wereld is die van Flénu, ook in de Belgische provincie Henegouwen, met een diameter van ongeveer 100 meter en een diepte van 1.200 meter.
Het is niet bekend of karststructuren in onze tijd nog actief zijn. Gezien het grote aantal crans en de enorme grootte van de gevormde uithollingen, blijft het initiële mechanisme achter karsterosie nog steeds onduidelijk. Misschien spelen tektonisch kwetsbare plaatsen en breuken in de kalksteen ook een rol bij het ontstaan en de ontwikkeling van deze karstpijpen. Onderzoek heeft aangetoond dat er nog tektonische activiteit was in het Bekken van Bergen gedurende het Krijt. Studie van de opvulling van de dolines maakt het mogelijk een precieze chronologie op te stellen. De eerste sedimenten die in de basis van de dolines voorkomen zijn het resultaat van de instorting van het gewelf op het moment dat de karstpijp contact maakte met de oppervlakte: schalie, steenkool en zandsteen.

### Geologische studies van decransin de negentiende eeuw
Het eerste belangrijke geomorfologisch onderzoek van de crans in het Bekken van Bergen werd in 1870 door de Belgische geologen Alphonse Briart en F.L. Cornet verricht. Jean d'Omalius d'Halloy geloofde dat geisers aan de oorsprong van de crans lagen en de Engelse geoloog G.A. Lebour zag er de resten van vulkanische pijpen in. De Belgische geoloog Jules Cornet en de geoloog R.G. Schmitz voerden in 1899 een diepgaand onderzoek uit en ontkrachtten de hypotheses van d'Halloy en Lebour. Zij weerlegden ook de hypothese van geoloog E. Dupont die stelde dat gedurende het "Wealdien" te Bernissart een vallei lag met een moeras dat door een stroom doorkruist werd. Volgens Cornet en Schmitz werden de crans gevormd doordat ondergrondse rivieren holten vormden in de mariene kalksteen van het Dinantien. De geleidelijke instorting van de steenkoollagen in deze holten zou vorm gegeven hebben aan deze crans. De ouderdom van de natuurlijke putten in het Bekken van Bergen was controversieel. Cornet en Briart stelden in 1870 dat het voorkomen van steenkoolpuin, steenkoolhoudende zandsteen en gesteenten uit het Krijt en de afwezigheid van gesteenten uit het Tertiair in de opvulling van de crans erop wijst dat deze opvulling na het Krijt gebeurde, maar zeker vóór het "Landenien" (nu Thanetien, 59,2-56,0 miljoen jaar oud).

### Iguanodon bernissartensis-beenderlagen
In 1878 werden door mijnwerkers in een doline (de Cran aux Iguanodons) in de steenkoolmijn Sainte-Barbe van het dorpje Bernissart op vijftien kilometer van Mons de Iguanodon bernissartensis-beenderlagen ontdekt. Deze beenderlagen bevatten de resten van minstens drieënveertig specimina van onder meer de ornithopode dinosauriër Iguanodon bernissartensis Boulenger 1881, met vijfentwintig bijna volledige tot relatief volledige skeletten (meer dan 60% van het totale aantal skeletelementen) en achttien onvolledige skeletten of fragmentarisch materiaal. Ze zijn ongeveer 126 tot 125 miljoen jaar oud (Bovenste-Barremien tot Onderste-Aptien, Onder-Krijt, Wealden Group).